# Giovanni Piccolomini
Giovanni Norberto Piccolomini (Prizren, 1650.  -  9. studenog 1689.), general vojske Svetog Rimskog Carstva, 
Vojni zapovjednik velike vojne ofanzive protiv Otomanskog carstva, za cara Leopolda I .